# Романовка (Гатчинский район)
Рома́новка (фин. Mäyrylä, Haapasaari, Kuivila) — деревня в Гатчинском муниципальном округе Ленинградской области.

## История
Наиболее старым артефактом, зафиксированным близ деревни Романовка, можно считать курганную группу, предположительно славянского происхождения около IX—XIII веков. Её обнаружили в 1931 году во время археологической экспедиции на южной окраине бывшей деревни Мозино, на поле, расположенном у левого берега реки Ижоры. Всего здесь насчитывалось 7 курганов высотой порядка 1 метра и диаметром 6—8 метров. Археологические раскопки проведены тогда не были, а позднее курганы были срыты во время сельскохозяйственных работ на поле.
Современная Романовка находится на месте соседних, старой Мозинской мызы (деревни Мозино) и деревни Куйволово.

### Мозино
Деревня Мозино впервые упоминается в писцовой книге 1500 года в Ижорском погосте Вотской пятины.
На карте Нотебургского лена П. Васандера, начерченной с оригинала первой трети XVII века, и карте Ингерманландии А. И. Бергенгейма, составленной по шведским материалам 1676 года, упоминается деревня Moisina, но на правом берегу Ижоры, там где сейчас находится деревня Руссолово.
На шведской «Генеральной карте провинции Ингерманландии» 1704 года она обозначена как Massina.
А на «Географическом чертеже Ижорской земли» Адриана Шонбека 1705 года как мыза Мосина.
В шведскую эпоху здесь была построена Мозинская мыза, которую впоследствии Пётр I подарил своей жене Екатерине I, а та Скавронским. Мозинская мыза стояла на Гатчинской дороге при пересечении ею реки Ижоры. Отсюда северные ворота Гатчины назывались Мозинскими. Дорожное положение и река предопределили постройку здесь харчевни, постоялого двора и водяной мельницы.
Позднее, на карте Санкт-Петербургской губернии Я. Ф. Шмидта 1770 года, мыза Музина обозначена уже на левом берегу Ижоры, на месте современной Романовки.
На плане Генерального межевания Царскосельского уезда 1780—1790 годов здесь были обозначены две деревни: Реланова и Мозина.

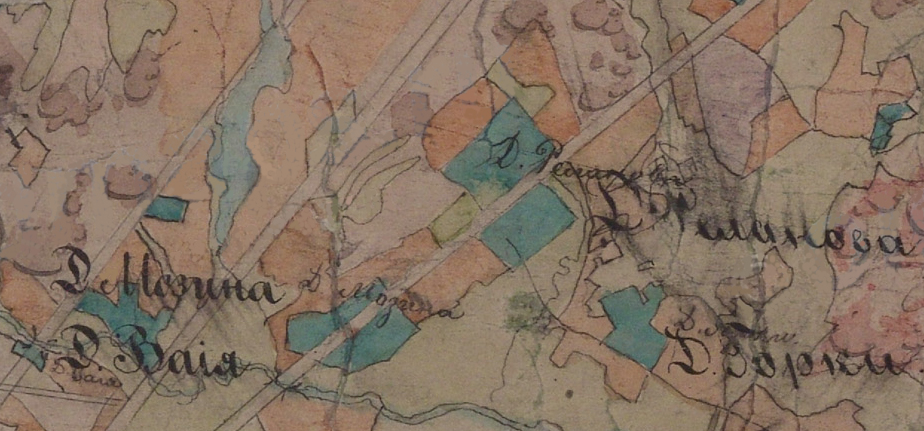
Вырезка из плана Генерального межевания Царскосельского уезда Санкт-Петербургской губернии ок. 1780—1790 годов местности современной деревни Романовка.

На карте Санкт-Петербургской губернии 1792 года А. М. Вильбрехта обозначена деревня Мозинская.
В начале XIX века на мызе жил Э. И. Губер — первый русский переводчик «Фауста» Гёте.
На «Топографической карте окрестностей Санкт-Петербурга» Военно-топографического депо Главного штаба 1817 года обозначена мыза Мозинская из 2 дворов.
Как Мозино Графа Фон-Дер Пален она упоминается на «Топографической карте окрестностей Санкт-Петербурга» Ф. Ф. Шуберта 1831 года.

МОЗИНО — мыза Царскославянского удельного имения, по просёлочной дороге, число дворов — 2, число душ — 2 м. п. (1856 год)

Согласно «Топографической карте частей Санкт-Петербургской и Выборгской губерний» в 1860 году Мыза Мозино при деревне Романова насчитывала 5 дворов.

МОЗИНО — мыза удельная при колодцах, число дворов — 1, число жителей: 6 м. п., 8 ж. п.

МОЗИНО — деревня удельная при колодцах, число дворов — 4, число жителей: 15 м. п., 13 ж. п. (1862 год)

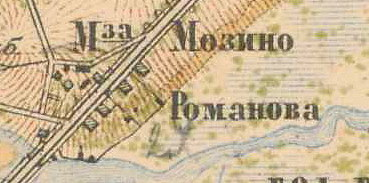
План мызы Мозино. 1885 год

На картах 1860 года и более поздних мыза Мозино обозначается как часть деревни Романова.

### Романово — Куйволово
Как уже отмечалось, на плане Генерального межевания Царскосельского уезда 1780—1790 годов северная часть современной Романовки была обозначена как деревня Реланова.
На «Топографической карте окрестностей Санкт-Петербурга» Военно-топографического депо Главного штаба 1817 года — как деревня Куйлова из 7 дворов.
В 1831 году на «Топографической карте окрестностей Санкт-Петербурга» Ф. Ф. Шуберта она упоминается как деревня Куйволова из 11 дворов.

РОМАНОВО (КУЙВОЛОВО) — деревня принадлежит Самойловой, графине, число жителей по ревизии: 56 м. п., 58 ж. п. (1838 год)

В пояснительном тексте к этнографической карте Санкт-Петербургской губернии П. И. Кёппена 1849 года, Романово-Куйволово учтено как две деревни:
- Haapasaari (Романово), количество жителей на 1848 год: ингерманландцев-савакотов — 8 м. п., 16 ж. п., всего 24 человека и 1 ингерманландец-эурямёйсет
- Kuiwala (Куйволово), количество жителей на 1848 год: ингерманландцев-савакотов — 12 м. п., 13 ж. п., всего 25 человек, а также русское население[19]

На геогностической карте Санкт-Петербургской губернии профессора С. С. Куторги 1852 года, упоминается как деревня Новая Куйвалова.

РОМАНОВА — деревня Царскославянского удельного имения, по просёлочной дороге, число дворов — 18, число душ — 71 м. п. (1856 год)

Согласно «Топографической карте частей Санкт-Петербургской и Выборгской губерний» в 1860 году, деревня Романова насчитывала 18 крестьянских дворов.

РОМАНОВО (КУЙВОЛОВО) — деревня удельная при колодцах, число дворов — 14, число жителей: 69 м. п., 66 ж. п. (1862 год)

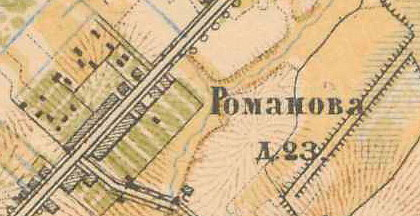
План деревни Романовка. 1885 год

В 1885 году, согласно карте окрестностей Петербурга, деревня Романова насчитывала 23 двора. Сборник же Центрального статистического комитета описывал её так:

РОМАНОВА (МАВРЯЛЯ, КУНВИЛИ) — деревня бывшая удельная, дворов — 27, жителей — 160; волостное правление (до уездного города 17 вёрст), школа, 2 лавки. В 2 верстах — писчебумажная фабрика. (1885 год).

Согласно материалам по статистике народного хозяйства Царскосельского уезда 1888 года имение при селении Романово площадью 17 десятин принадлежало мещанину Ф. Т. Тимофееву. В имении находились мелочная лавка и портерная.
В конце XIX — начале XX века деревни административно относились к Мозинской волости 1-го стана Царскосельского уезда Санкт-Петербургской губернии. Население деревни было исключительно финским.
К 1913 году количество дворов увеличилось до 44.
С 1917 по 1922 год деревня Романовка являлась административным центром Мозинской волости Детскосельского уезда, а затем вошла в состав Гатчинской волости Гатчинского уезда.
С 1923 года в составе Гатчинской волости Гатчинского уезда.
С 1924 года в составе Пудостьского сельсовета.
В 1926 году был организован Романовский финский национальный сельсовет, население которого составляли: финны — 513, русские — 388, другие национальные меньшинства — 5 человек. Согласно данным переписи населения СССР 1926 года в деревне Романовка Романовского сельсовета Троцкой волости Троцкого уезда проживали 260 человек, русские и финны. В 1928 году население деревни Романовка также составляло 260 человек.
С 1927 года в составе Гатчинского района.
По данным 1933 года в состав Романовского национального сельсовета Красногвардейского района входили 6 населённых пунктов: деревни Валя, Большое Верево, Малое Верево, Ескколово, Ивановка, Кубышка, Новая и Романовка, общей численностью населения 1051 человек.
По данным 1936 года в состав Романовского сельсовета входили 6 населённых пунктов, 288 хозяйств и 7 колхозов.
Весной 1939 года национальный сельсовет был ликвидирован.
Деревня была освобождена от немецко-фашистских оккупантов 24 января 1944 года.
С 1959 года в составе Антелевского сельсовета.
В 1965 году население деревни Романовка составляло 341 человек.
По данным 1966 и 1973 годов деревня Романовка также входила в состав Антелевского сельсовета.
По данным 1990 года деревня Романовка входила в состав Веревского сельсовета.
В 1997 году в деревне проживали 190 человек, в 2002 году — 277 человек (русские — 99%).
По состоянию на 1 января 2006 года в деревне насчитывалось 85 домохозяйств и 57 дач, общая численность населения составляла 215 человек, в 2007 году — 203.

## География
Деревня расположена в северной части района на автодороге 41К-010 (Красное Село — Гатчина — Павловск) в месте примыкания к ней автодороги 41К-217 (подъезд к дер. Романовка), в 1 км от железнодорожной платформы Старое Мозино.
Расстояние до административного центра поселения, деревни Малое Верево — 3 км.

## Демография
| 1862 | 2006 | 2007 | 2010 | 2017 |
| ---- | ---- | ---- | ---- | ---- |
| 135  | ↗215 | ↘203 | ↗229 | ↗301 |

### Национальный состав
Согласно данным Всероссийской переписи населения 2021 года в деревне проживали 485 человек, из них:
 русские — 443, узбеки — 11, азербайджанцы — 1, армяне — 1, белорусы — 1,татары — 1, украинцы — 1, чеченцы — 1, чуваши — 1 человек, остальные национальность не указали.

## Предприятия и организации
Почтовое отделение. Продовольственный магазин, супермаркет MAXIMUS.

## Транспорт
От Гатчины до Романовки можно доехать на автобусах № 527, 529.

## Иллюстрации

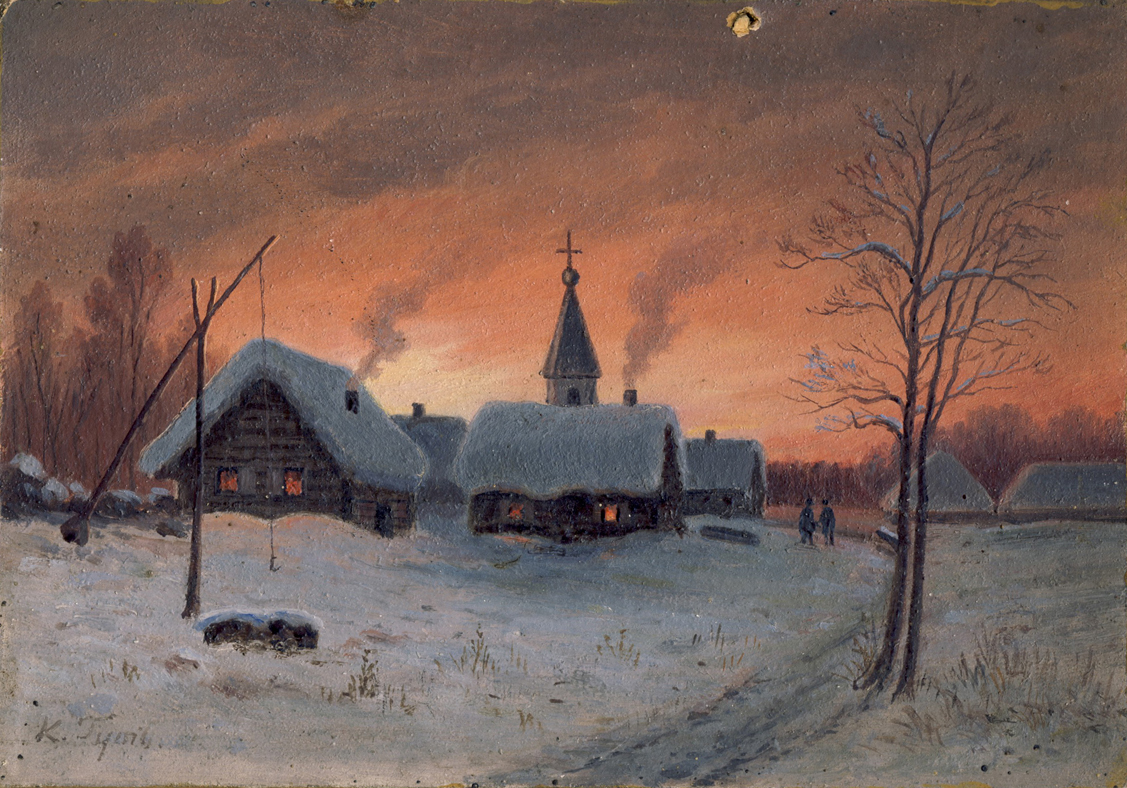
«Деревня Момзино близъ Гатчино; домъ въ которомъ останавливался Государь Александръ III съ супр.»

## Улицы
Горная, Добрая, Овражная, Овражный переулок, Павловская, Павловский переулок, Павловское шоссе, Радостная, Садовая, Светлая, Сказочная, Удачная, Шоссейная.

## Садоводства
Ручеёк.